# Michigan Mayhem
Michigan Mayhem fue un equipo de baloncesto que jugó 2 temporadas en la Continental Basketball Association. Tenían su sede en la ciudad de Muskegon, Míchigan, y disputaban sus partidos en el L.C. Walker Arena, con capacidad para 5.000 espectadores.

## Historia
El equipo se fundó en el año 2004, y llegó a disputar únicamente dos temporadas, en la primera de ellas acabó en la tercera posición de la división Este, sexto de la liga, y al año siguiente fue el último clasificado con únicamente 8 victorias y 40 derrotas.

## Temporadas
| Temporada | Liga | Denominación    | G  | P  | %    | Pos. | Playoffs |
| --------- | ---- | --------------- | -- | -- | ---- | ---- | -------- |
| 2004-05   | CBA  | Michigan Mayhem | 18 | 30 | 37,5 | 6.º  | -        |
| 2005-06   | CBA  | Michigan Mayhem | 8  | 40 | 16,7 | 8.º  | -        |

## Jugadores célebres
- Roy Tarpley
- Darrick Martin
- Olden Polynice
- Sam Mack